# Leichtathletik-Weltmeisterschaften 2022/Teilnehmer (Uruguay)
| Gelbes Symbol für Goldmedaillen mit stilisierten Olympischen Ringen | Graues Symbol für Silbermedaillen mit stilisierten Olympischen Ringen | Braundes Symbol für Bronzemedaillen mit stilisierten Olympischen Ringen |
| ------------------------------------------------------------------- | --------------------------------------------------------------------- | ----------------------------------------------------------------------- |
| —                                                                   | —                                                                     | —                                                                       |

Der Leichtathletikverband von Uruguay nahm an den Leichtathletik-Weltmeisterschaften 2022 in Eugene teil. Eine Athletin und vier Athleten wurden vom uruguayischen Verband nominiert.

## Ergebnisse

### Männer

#### Laufdisziplinen
| Athlet           | Disziplin | Vorlauf     | Vorlauf | Halbfinale  | Halbfinale | Finale    | Finale |
| Athlet           | Disziplin | Zeit        | Platz   | Zeit        | Platz      | Zeit      | Platz  |
| ---------------- | --------- | ----------- | ------- | ----------- | ---------- | --------- | ------ |
| Santiago Catrofe | 1500 m    | 3:35,86 min | 07      | 3:40,16 min | 20         | DNQ       | DNQ    |
| Nicolás Cuestas  | Marathon  |             |         |             |            | 2:13:52 h | 39     |
| Andrés Zamora    | Marathon  |             |         |             |            | 2:17:54 h | 50     |

#### Sprung/Wurf
| Athlet        | Disziplin  | Qualifikation | Qualifikation | Finale     | Finale |
| Athlet        | Disziplin  | Weite/Höhe    | Platz         | Weite/Höhe | Platz  |
| ------------- | ---------- | ------------- | ------------- | ---------- | ------ |
| Emiliano Lasa | Weitsprung | 7,89 m        | 13            | DNQ        | DNQ    |

### Frauen

#### Laufdisziplinen
| Athletin          | Disziplin | Vorlauf     | Vorlauf | Halbfinale | Halbfinale | Finale | Finale |
| Athletin          | Disziplin | Zeit        | Platz   | Zeit       | Platz      | Zeit   | Platz  |
| ----------------- | --------- | ----------- | ------- | ---------- | ---------- | ------ | ------ |
| Déborah Rodríguez | 800 m     | 2:03,04 min | 36      | DNQ        | DNQ        | –      | –      |